# Polla celeraria
Polla celeraria är en fjärilsart som beskrevs av Walker 1860. Polla celeraria ingår i släktet Polla och familjen mätare. Inga underarter finns listade i Catalogue of Life.